# Henrik Asheim

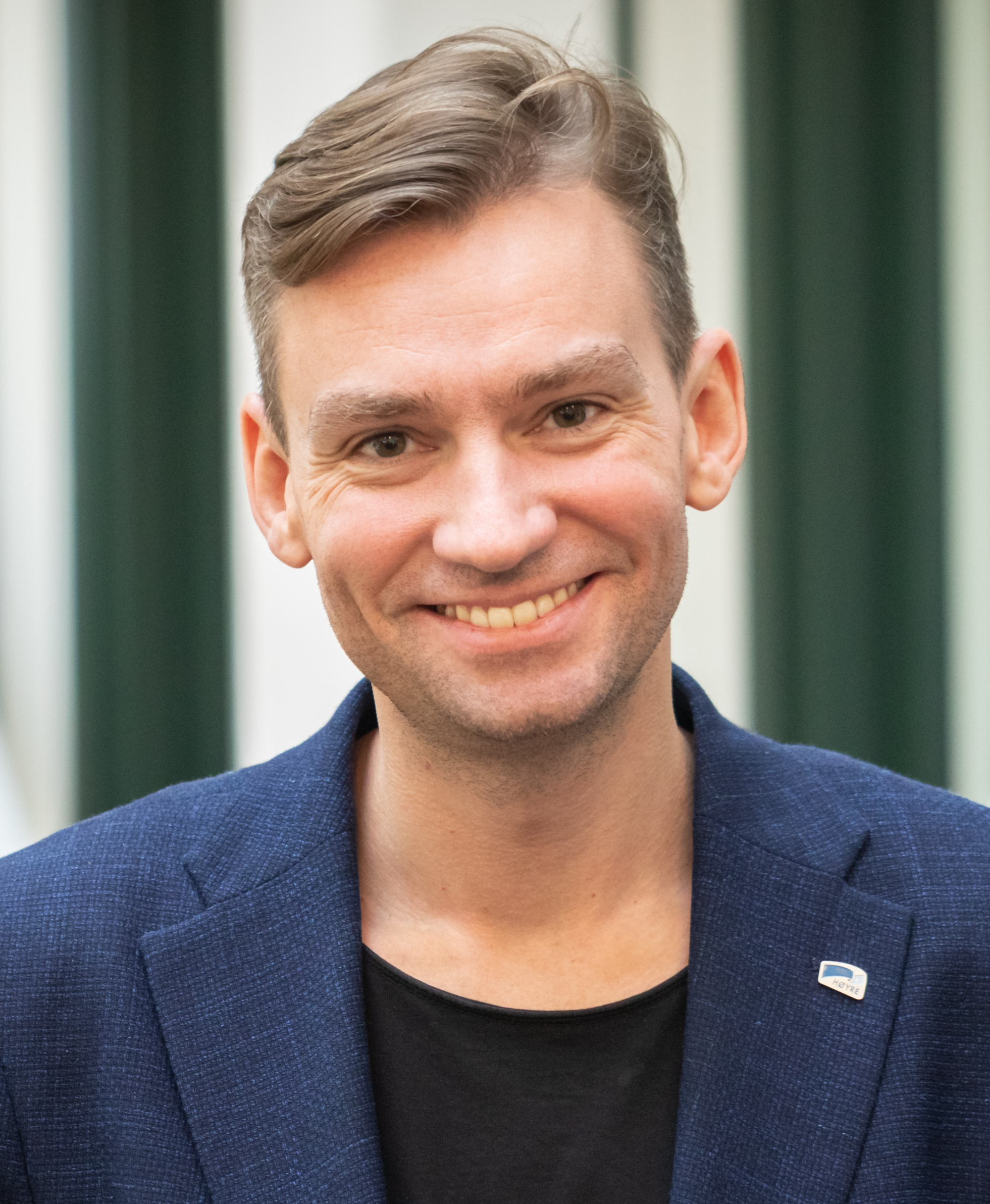
Henrik Asheim, 2019

Henrik Asheim (* 21. August 1983 in Bærum) ist ein norwegischer Politiker der konservativen Partei Høyre. Von 2008 bis 2012 stand er der Jugendorganisation Unge Høyre vor. Seit 2013 ist Asheim Abgeordneter im Storting. Von Januar 2020 bis Oktober 2021 fungierte er als Minister für Forschung und Hochschulbildung seines Landes. Seit April 2022 ist er stellvertretender Vorsitzender der Høyre.

## Leben
Asheim stammt aus dem Gebiet Jong in der Kommune Bærum. Nach dem Abschluss der weiterführenden Schule im Jahr 2002 arbeitete er bis 2003 als Ersatzlehrer an einer Grundschule. Von 2003 bis 2004 stand er der Jugendorganisation Unge Høyre in der Kommune Bærum vor, zugleich war er als Jugendsekretär der Unge Høyre in der damaligen Provinz Akershus tätig. In der Zeit von 2004 bis 2005 arbeitete er als politischer Berater für die Partei Høyre in Akershus.

### Unge-Høyre-Vorsitzender
Der Unge Høyre in Akershus stand er von 2005 bis 2006 vor, nachdem er im September 2005 dazu gewählt wurde. Danach fungierte er von 2006 bis 2008 als stellvertretender Vorsitzender der Unge Høyre auf Landesebene. Zwischen 2006 und 2008 arbeitete er als Rezeptionist und in der Personalabteilung eines Osloer Hotels. Im Juni 2008 wurde Asheim als Nachfolger von Torbjørn Røe Isaksen zum Vorsitzenden der Unge Høyre gewählt. Er blieb bis Juni 2012 in dieser Position. Des Weiteren saß Henrik Asheim zwischen 2007 und 2011 im Kommunalparlament seiner Heimatgemeinde Bærum. Zu dieser Zeit war er auch Abgeordneter im Fylkesting von Akershus. Von 2012 bis 2013 belegte er Rhetorik, Kommunikation und Führung an der Handelshøyskolen BI.

### Storting-Abgeordneter und Minister
Bei der Parlamentswahl 2013 zog Asheim erstmals in das norwegische Nationalparlament Storting ein. Er vertritt den Wahlkreis Akershus und wurde zunächst Mitglied im Kirchen-, Bildungs- und Forschungsausschuss. Im Anschluss an die Wahl 2017 wechselte er in den Finanzausschuss, wo er im Februar 2018 den Vorsitz übernahm. In der Zeit vom 15. September bis zum 27. November 2017 übernahm Asheim kommissarisch das Amt des Bildungsministers, da sich der eigentliche Bildungsminister Torbjørn Røe Isaksen im Vaterschaftsurlaub befand. Anschließend kehrte Asheim als Abgeordneter ins Parlament zurück.
Nach dem Austritt der Fremskrittspartiet aus der Regierung Solberg kam es im Januar 2020 zu einem Umbau des Kabinetts. Asheim wurde dabei am 24. Januar 2020 zum neuen Minister für Forschung und Hochschulbildung ernannt. Er übernahm dieses im Bildungsministerium angesiedelte Amt von der Venstre-Politikerin Iselin Nybø. Zwischen Oktober 2020 und Januar 2021 vertrat er zudem erneut seinen Parteikollegen Torbjørn Røe Isaksen als Minister. Dieses Mal vertrat er Isaksen in dessen Amt als Arbeits- und Sozialminister. Seine Amtszeit als Minister endete am 14. Oktober 2021 mit dem Abtritt der Regierung Solberg.
Nachdem er als Mitglied der Regierung sein Mandat hatte ruhen lassen müssen und er bei der Wahl 2021 erneut in das Storting eingezogen war, wurde er im Oktober 2021 Mitglied im Arbeits- und Sozialausschuss. Zudem fungierte er bis September 2022 als stellvertretender Fraktionsvorsitzender der Høyre-Fraktion. Am 3. April 2022 wurde er als Nachfolger von Jan Tore Sanner zum ersten stellvertretenden Vorsitzenden der Høyre-Partei gewählt.

## Positionen
Asheim kritisierte im Jahr 2014 die Entscheidung der Norwegischen Kirche, dass gleichgeschlechtliche Paare weiter nicht kirchlich heiraten durften.